# Совет по сохранению исторического центра Санкт-Петербурга
Совет по сохранению исторического центра Санкт-Петербурга - коллегиальный совещательный орган при Правительстве Санкт-Петербурга, осуществляющий координацию реализации Программы сохранения исторического центра Санкт-Петербурга.

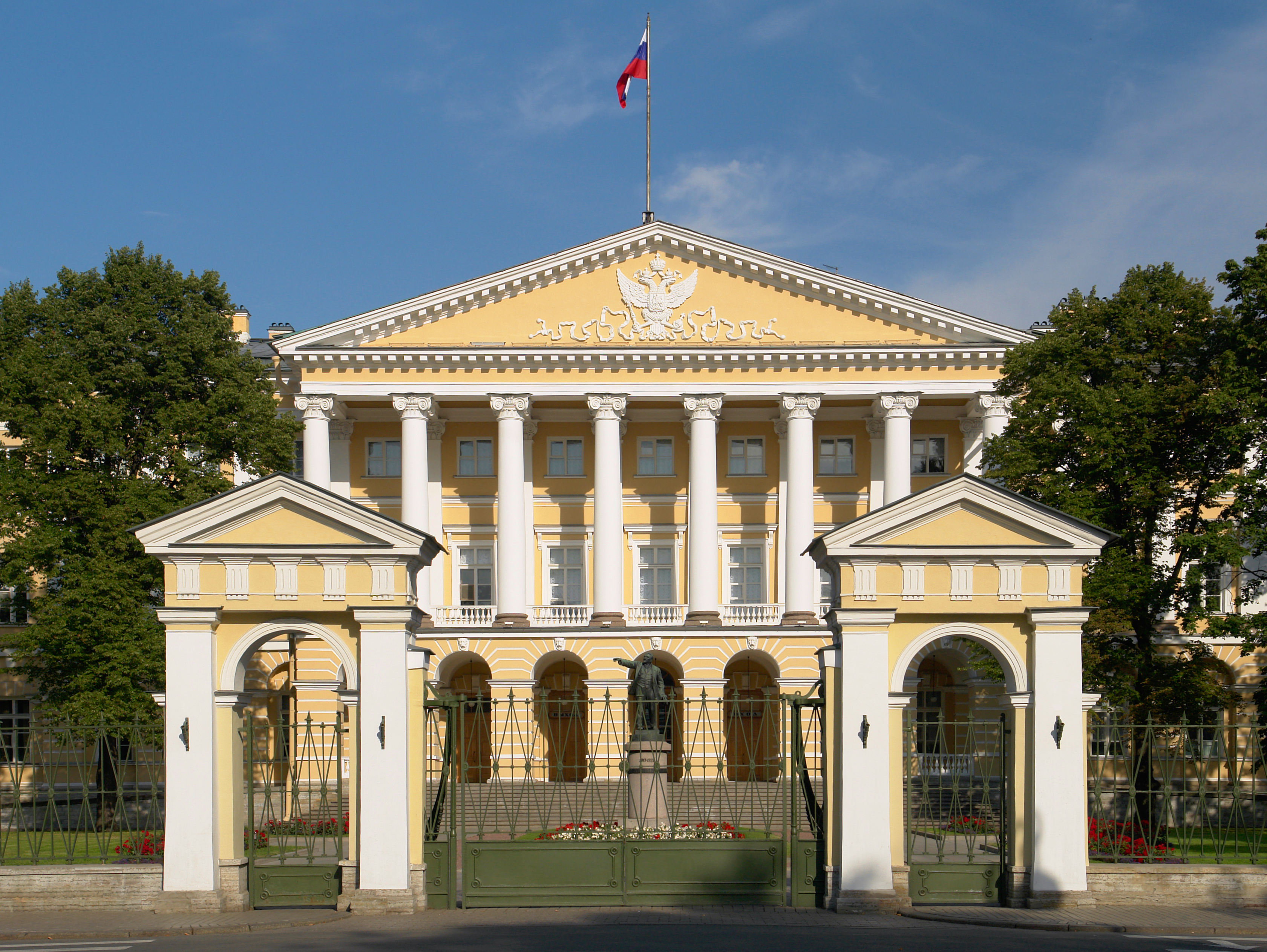

## Предназначение
Совет по сохранению и развитию территорий исторического центра Санкт-Петербурга при Правительстве Санкт-Петербурга создан Постановлением Правительства Санкт-Петербурга в 2013 году для сопровождения реализации Программы сохранения исторического центра Санкт-Петербурга . Председателем Совета является Губернатор Санкт-Петербурга. 

## Структура Совета
В состав Совета входят представители органов государственной власти Санкт-Петербурга, общественных объединений, научных и других организаций Санкт-Петербурга. Совет состоит из двух комитетов: Управляющего (УК) и Экспертно-консультационного (ЭКК). 

В состав УК входят представители исполнительных органов государственной власти, ответственные за реализацию мероприятий Программы. Председателем УК назначен вице-губернатор Санкт-Петербурга Михаил Мокрецов.
В состав ЭКК, осуществляющего экспертизу документов, относящихся к реализации Программы, входят представители Законодательного Собрания Санкт-Петербурга, общественных объединений, научных и других организаций Санкт-Петербурга. Председателем ЭКК является Директор Русского музея Владимир Гусев 

Члены Совета:
Сопредседатель Совета — Пиотровский Михаил Борисович, директор Эрмитажа.

Заместитель председателя Совета — Гусев Владимир Александрович, директор Русского музея.
- Романов Олег Сергеевич — президент региональной творческой общественной организации Союза архитекторов России «Санкт-Петербургский союз архитекторов»;
- Ковалев Алексей Анатольевич — депутат Законодательного Собрания Санкт-Петербурга;
- Марголис Александр Давидович — председатель Санкт-Петербургского городского отделения всероссийской общественной организации «Всероссийское общество охраны памятников истории и культуры»;
- Явейн Никита Игоревич — руководитель ООО «Архитектурная мастерская „Студия-44“»;
- Минутина-Лобанова Юлия Леонидовна — координатор независимого общественного движения «Живой город» и т. д.

Полный список членов Совета опубликован на сайте Комитета по экономической политике и стратегическому планированию Санкт-Петербурга.

## Функции и полномочия
Экспертно-консультационный комитет проводит экспертизы и общественные обсуждения правовых актов, проектов правовых актов и документов, относящихся к реализации Программы . Управляющий комитет готовит предложения для Правительства Санкт-Петербурга и исполнительных органов государственной власти Санкт-Петербурга по вопросам реализации Программы, а также предложения для внесения изменений в законодательство Российской Федерации и Санкт-Петербурга. 

Комитет по экономической политике и стратегическому планированию Санкт-Петербурга является ответственным исполнительным органом государственной власти Санкт-Петербурга за организацию заседаний Совета. 

В июне 2014 года на заседании Совета был рассмотрен вопрос о ходе реализации Программы сохранения и развития территорий исторического центра Санкт-Петербурга и предложения по её совершенствованию, в том числе проект ФЗ «О некоторых вопросах сохранения исторического центра Санкт-Петербурга и внесении изменений в отдельные законодательные акты Российской Федерации» . 

В декабре 2014 года были рассмотрены предварительные результаты технического обследования зданий, расположенных на территориях «Конюшенная» и «Северная Коломна - Новая Голландия» и ход работ по созданию маневренного фонда . 

29 января 2015 года на заседании Экспертно-консультационного комитета Совета по сохранению и развитию территорий исторического центра при Правительстве Санкт-Петербурга были озвучены результаты обследования исторического центра. Из 370 зданий, расположенных на предполагаемых к реконструкции территориях «Конюшенная» и «Северная Коломна — Новая Голландия», выявлено 22 объекта с признаками аварийности и только один, относящийся к категории тотальной аварийности: жилое здание на улице Писарева, 16 . 